# Erdutavtalet
Erdutavtalet (kroatiska: Erdutski sporazum) var ett fredsfördrag som ingicks den 12 november 1995 mellan å ena sidan Kroatien och å andra sidan de serbiska myndigheterna i Östslavonien, Baranja och Västra Syrmia. Fredsfördraget föregicks av Daytonavtalet och innebar att de sista serbhållna områdena i östligaste Kroatien fredligt kom att integreras med övriga Kroatien den 15 januari 1998. Avtalet är uppkallat efter den kroatiska orten Erdut.

## Upprinnelse
I augusti 1995 inledde de kroatiska myndigheterna operation Storm med syfte att upplösa den självutnämnda staten Serbiska republiken Krajina och återta territorium som de serbiska rebellerna med ekonomiskt och militärt stöd från Serbien ockuperat i samband med Kroatiens självständighetsförklaring och Jugoslaviens upplösning. Under den fyra dagar långa offensiven återtog den kroatiska armén merparten av det ockuperade territoriet men de serbhållna områdena i östra Slavonien, Baranja och västra Srijem förblev under serbisk kontroll.
Daytonavtalet satte punkt för Bosnienkriget samtidigt som fredskonferensen i amerikanska Dayton möjliggjorde en överenskommelse mellan Kroatiens dåvarande president Franjo Tuđman och Förbundsrepubliken Jugoslaviens dito, Slobodan Milošević. Överenskommelsen banade väg för ett fredsfördrag som utarbetades av Thorvald Stoltenberg och Peter Galbraith, USA:s dåvarande ambassadör i Kroatien, och som innebar en fredlig integration av de sista serbhållna områdena med Kroatien.

## Avtalets innehåll
Avtalet innebar att området östra Slavonien, Baranja och västra Srijem skulle administreras av FN under en övergångsperiod på 12-24 månader. Under övergångsperioden skulle berört område demilitariseras och en speciell FN-styrka, UNTAES, stationeras i området.

## Efter avtalet
I och med avtalets fullbordande den 15 januari 1998 lämnade de sista FN-styrkorna Kroatien och de sista serbhållna områdena integrerades med de övriga delarna av landet.